# 先進戰鬥光學瞄準鏡

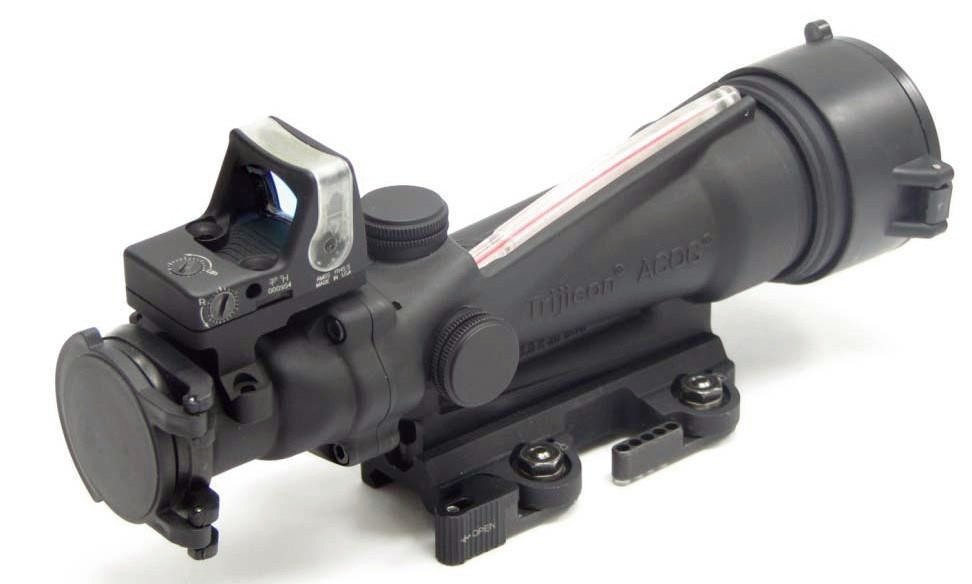
一具Trijicon 3.5x35 ACOG光學瞄準鏡，頂部裝有Trijicon RMR小型紅點鏡

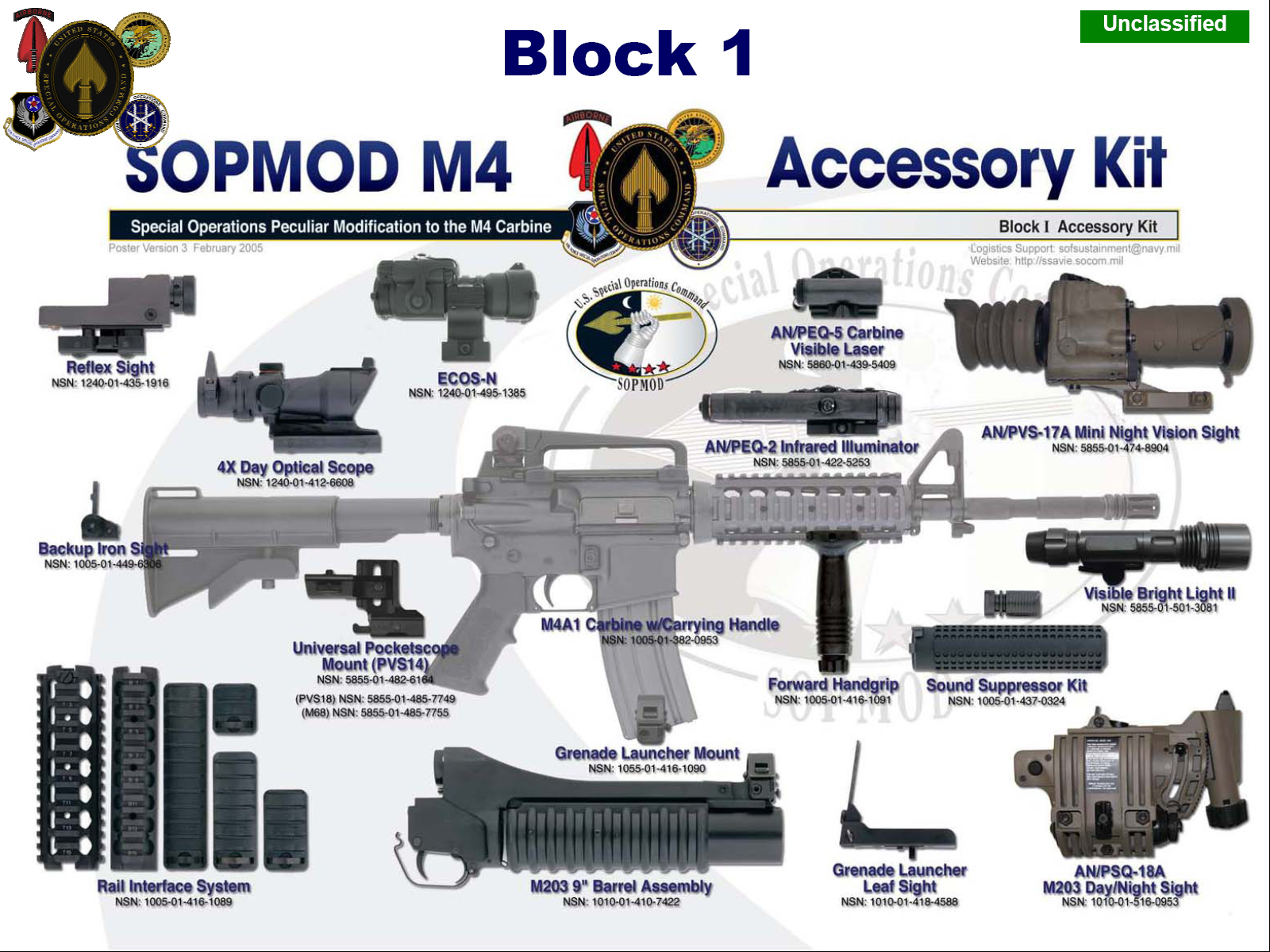
SOPMOD Block I（有ACOG）

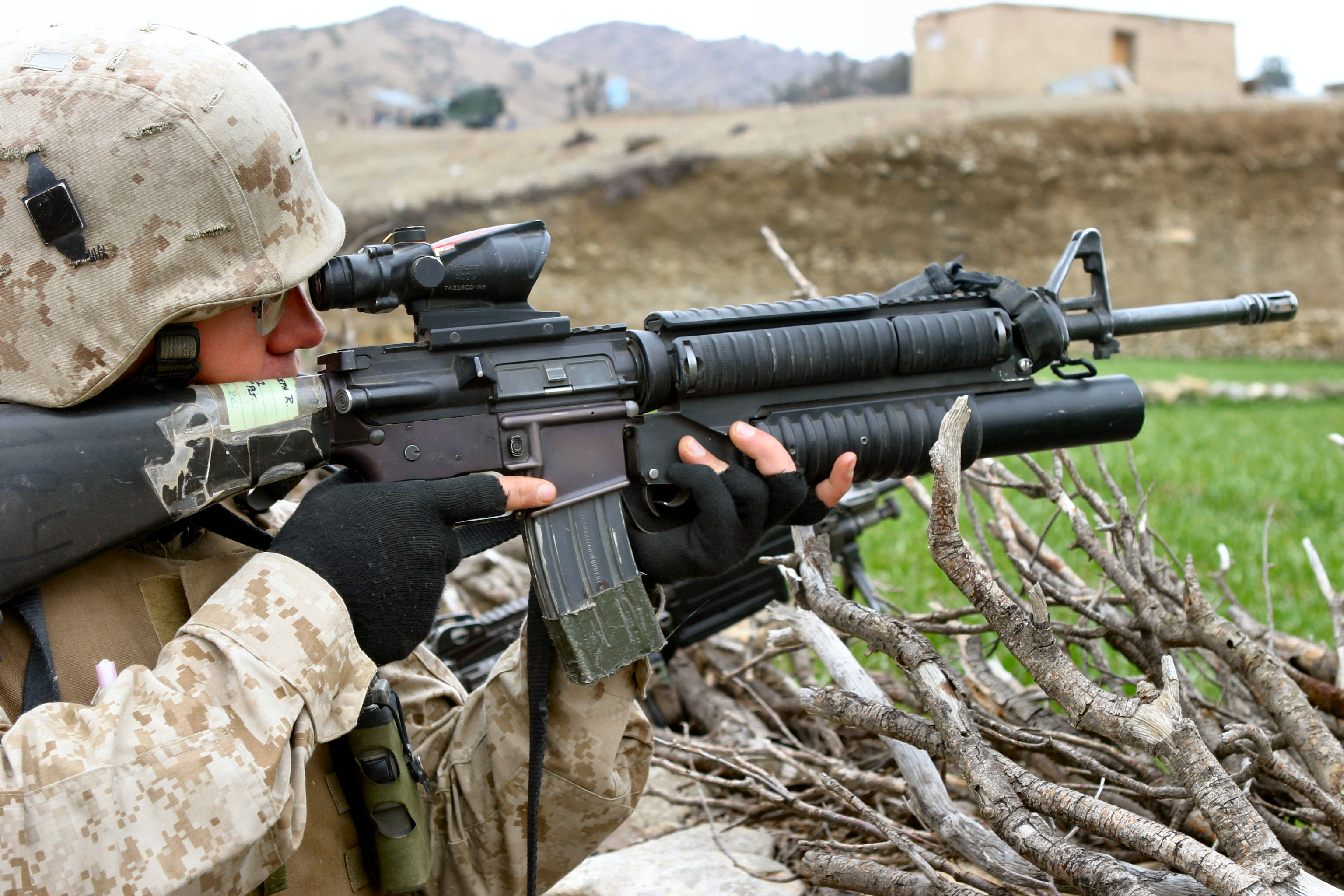
利用MIL-STD-1913式戰術導軌裝在M16A4步槍上的ACOG TA31（AN/PVQ-31）瞄准镜（使用者為一名美国海军陆战队士兵；槍上同時裝有槍背帶和M203榴彈發射器）

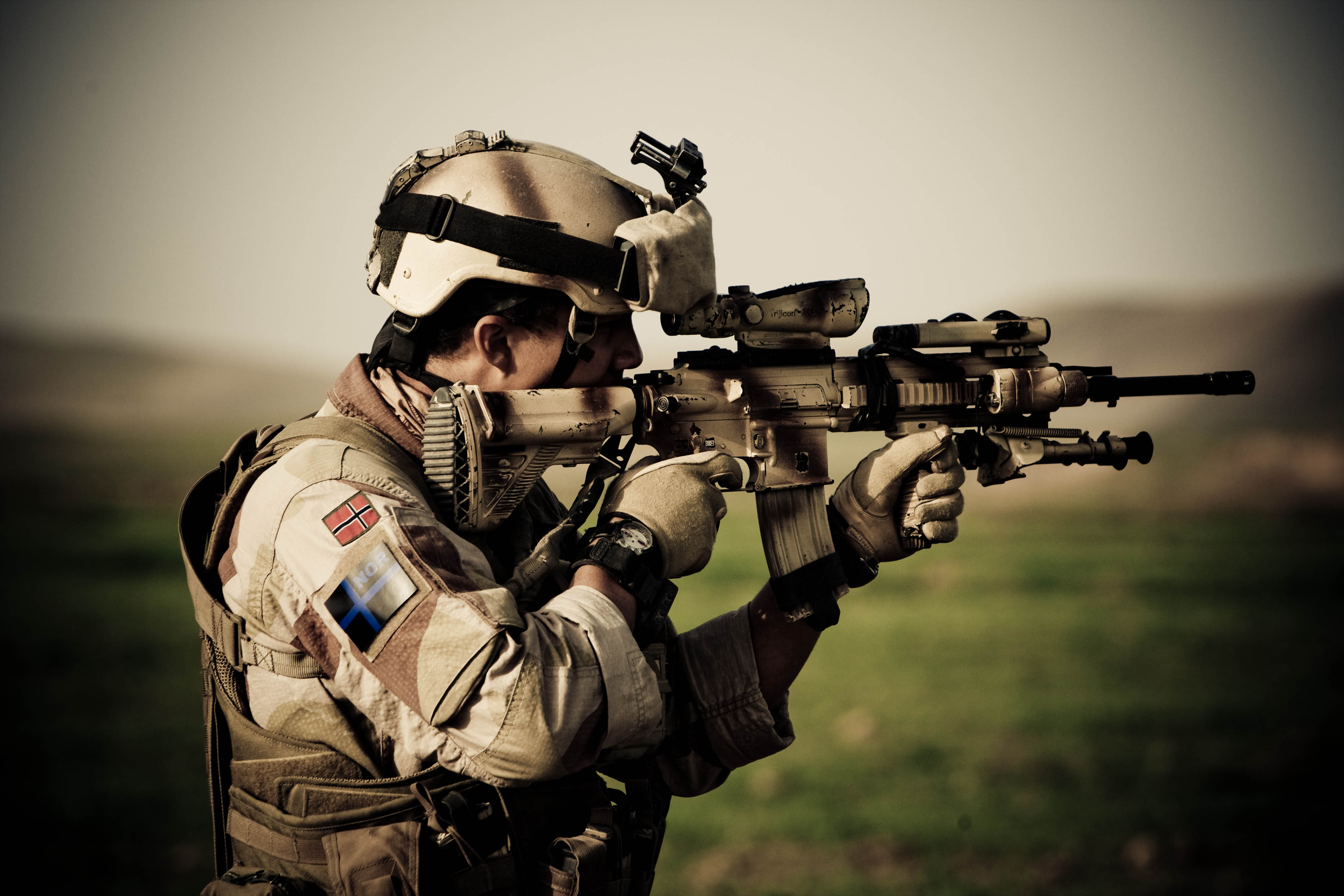
裝在HK416突擊步槍上的ACOG

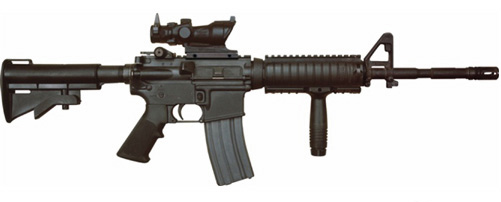
利用MIL-STD-1913式導軌裝在後期型M4卡賓槍上的ACOG

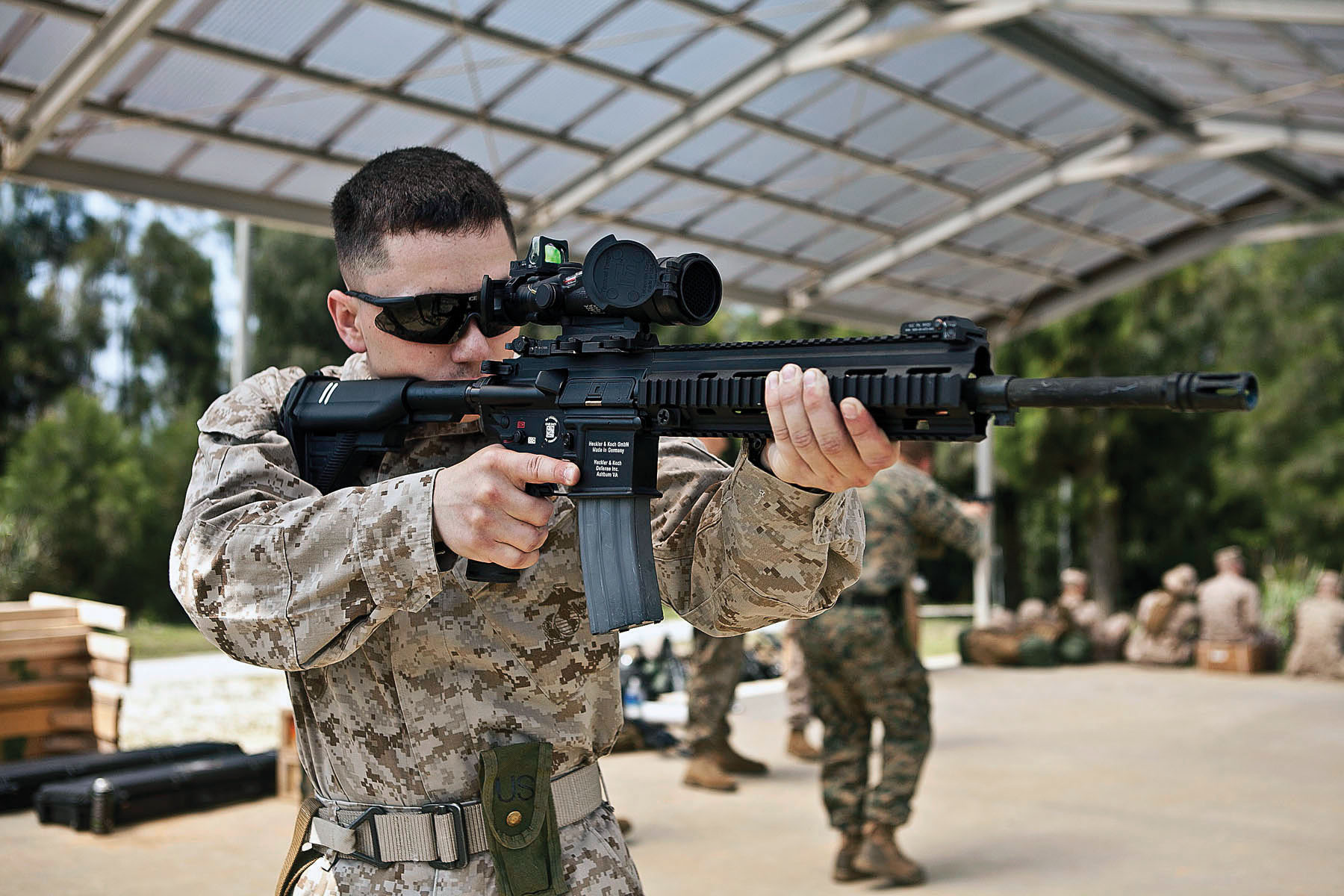
裝上HK M27步兵自動步槍的ACOG TA11SDO班用日間瞄準鏡

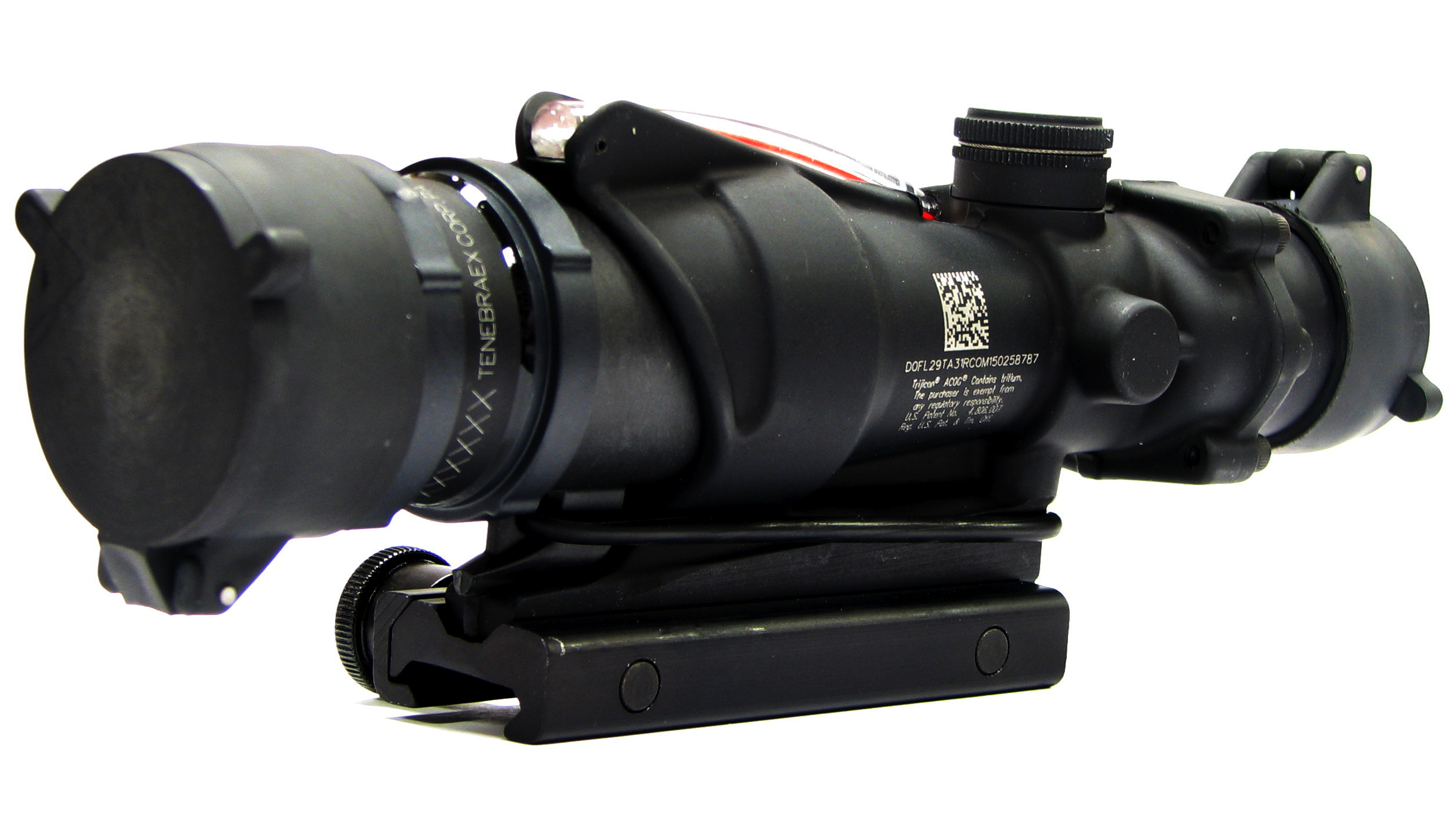
美国陆军採用了ACOG的衍生型TA31RCO，並且命名為M150 RCO

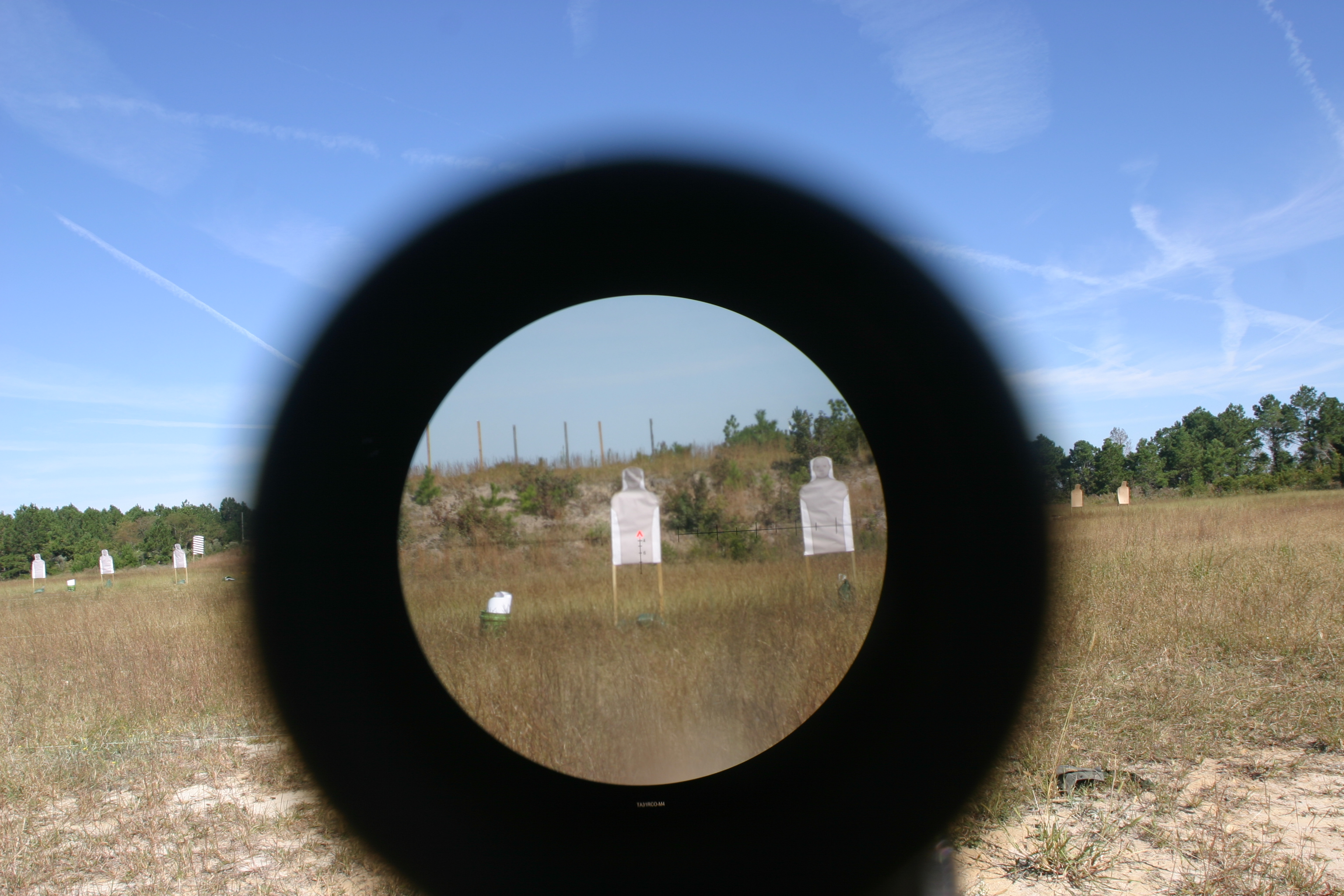
美国海军陆战队所採用的ACOG的標線

先进战斗光学瞄準鏡（英語：Advanced Combat Optical Gunsight，簡稱：ACOG）是一種由Trijicon公司研製及生產的一系列棱鏡式光学瞄准镜系統。ACOG光學瞄準鏡裝置在設計上是用在M16系列步槍（即是M4卡賓槍也可裝上），但Trijicon公司製造的ACOG配件亦可協助安裝於其他的武器。不同型號的ACOG可提供1.5—6倍的放大倍率。
與許多反射式瞄准镜（例如Aimpoint Comp M2）相反，ACOG內部的疊加式標線是由內置式螢光粉作夜間照明。有些型號更會在瞄准鏡的外部頂部端加上一條採光用途的被動外置式光纖導光管系统，以便在白天時間吸收自然光（光纖有多種花紋和顏色，而目前最常見的是红色），然後在自然光不足時使用安裝於ACOG內置式低放射性的氢同位素氚燈提供光源。由於氚的半衰期約為10—15年，在這段時間亮度會因為放射性衰變而在一般的時間內減少了一半並且失去光澤，這時便需要更換內部的氚燈。

## 設計
ACOG是專為M16系列步槍使用而製作。安裝時，它具有一個“夾片式”設計的基座，使視線望向瞄準點後使用。
ACOG提供了多種不同型號，包括製造商配置不同距離用的標線、照明系統和其他功能。大部份的ACOG型號都無需使用电池，並被設計成使用內置式放射性衰變氚螢光粉，可在任何情況以下提供照明。氚光照明的使用壽命為10—15年。有些型號更會在瞄准鏡的外部頂部端加上一條採光用途的被動外置式光纖導光管系统，這在通常情況下能夠使標線的亮度能夠與視野配合，因為它收集來自瞄準鏡以外周圍的環境光。但是在某些情況，例如陽光直接射向導光管以下，標線的亮度未能夠與視野配合。標線亦具有其他功能，例如彈墜補助（英語：Bullet Drop Compensation，簡稱：BDC）和其他不同的標線形狀（圓形、倒V形、三角形或圈內點形）。
TA01NSN（國家庫存編號：1240-01-412-6608）具有放大4倍、十字式瞄準標線和子彈彈道補償（英語：Bullet Drop Compensator，簡稱：BDC）。因此，就算沒有經過任何調整，都能夠令使用者攻擊距離在600公尺（656.17码）的目標，其掩膜也會在黑暗環境之中發出琥珀色的光。另外，有些型號會按照客戶要求而在頂部裝上整合式的三角形柱狀的鬼環式照門及片狀準星作為後備機械瞄具，攻擊距離在50公尺（54.68码，164.04英尺）以內。
TA31RCO亦具有放大4倍能力，不過沒有後備機械瞄具，並使用红色「Λ」字式瞄準標線，可自動調整的光線條件，並具有子彈彈道補償，能夠令使用者攻擊距離在800公尺（874.89码，1,968.5英尺）的目標。
M150 RCO更增加了翻蓋子，防水深度到了11公尺（12.03码，36.09英尺）。有些型號甚至有30公尺（32.81码，98.43英尺）的防水深度。
其他特點包括將Docter或RMR小型反射式瞄准镜安裝在ACOG頂部並且合稱為ECOS、整合式皮卡汀尼導軌甚至同時安裝RMR小型反射式瞄准镜和翻蓋子等。
雖然ACOG專為安裝了皮卡汀尼導軌的M16A4和M4所使用，它亦有另一種安裝在提把前方的型號。
自從Trijicon開始生產ACOG以後，其產品除了安裝於M16系列步槍以外，亦可安裝在貝瑞塔AR70/90系列、ARX-160系列、FN武器系統（F2000、SCAR、Minimi、Minimi 7.62、MAG）、HK武器系統（G36、416、417、M27 IAR、MG4（MG43）、MG5（HK121）和AG36）、SA80A2系列、SIG SG 550系列、斯泰爾AUG系列、IMI S.T.A.R. 21、雷明登ACR和Mk 14 Mod 0/1 EBR等的武器系統上。
在2011年，Trijicon推出了改以一顆標準的AA電池供電的ACOG瞄準鏡（Battery ACOG），電池能夠提供約12,000小時（500天）的操作時間。
在2013年，Trijicon先後推出了.300 AAC Blackout彈道標線版本和電鍍镍硼表面表理版本。

## 賓登式瞄準概念
有多款型號的ACOG的設計使用了“賓登式瞄準概念”（英語：Bindon Aiming Concept，簡稱：BAC）的自動變倍功能，這種瞄準技術概念是由Trijicon公司創辦人和光學設計師格林·賓登（英語：Glyn Bindon）所開發的。具有賓登式瞄準概念的瞄準鏡在武器快速運動過程之中只能放大1倍；而武器停止運動或緩慢運動時則會自動恢復到原有的放大倍率。
該技術主要是利用因高亮度光纖導光管照明系統而發出氚光的瞄準鏡標線和瞄準鏡後方的新型聚焦目镜和稜鏡所組成作為準直式瞄準鏡的正像系統這兩個部分。正如任何其他的準直式瞄準鏡型號，使用者瞄準時其實並不需要完全專注要通過瞄準鏡瞄準，而是以保持（無限）平行的影像瞄準，其中一隻眼睛（作為瞄準眼，也就是通過瞄準鏡進行觀察的眼睛）的焦點就在瞄準鏡標線以上發出氚光部分以取得其清晰影像，而另一隻眼睛（作為裸眼）則是保持觀察整個視野以取得的清晰全景影像去搜索其他目標。另外一部分技術就是在進行更精確的射擊時，在瞄準眼和裸眼的清晰影像以保持著平行的模式以下同時被傳遞到大腦，從而避免了因只集中於一個合焦距離傳來的清晰影像造成了人腦強制性選擇對觀察／瞄準所取得的影像而對反應速度造成的影響。在觀察和瞄準都是同時進行以下，使得瞄準眼和裸眼能夠同時工作。這解決了所有傳統的光學瞄準鏡對於觀察瞄準鏡標線中心附近的目標或是快速橫向移動的目標時，必須先在兩隻眼之間進行切換以取得清晰影像才能尋找目標、進行瞄準和射擊的相同問題。只有某些型號的ACOG的設計在光纖導光管照明系統有著足夠亮度照著標線以下才會使用這種技術。

## 使用者
- 阿富汗
  - 阿富汗國民軍
- 阿富汗伊斯蘭酋長國
- 阿根廷
  - 鹰特种作战旅
  - 聯邦特別行動小組
- - 澳洲陸軍
- - 孟加拉軍隊
- 哥伦比亚
  - 哥倫比亞軍隊
- 中华人民共和国
  - 中國人民解放軍特種部隊（有限使用）
- 捷克
  - 捷克陸軍第601特種部隊群
- 埃及
- 芬兰
  - 芬蘭國防軍
- 德国
  - 德國聯邦警察GSG 9：由德國唯一的官方許可的進口商高原武器公司（德語：Oberland Arms）所進口。
- 香港
  - 香港警務處警察機動部隊：安裝在柯特AR-15 Sporter II步槍上。
    - 特別任務連
- 印度
  - 國家安全衛隊：安裝於改造型HK MP5冲锋枪上。
- 印度尼西亞
- 伊朗
- 伊拉克
  - 伊拉克軍隊
- 愛爾蘭
  - 愛爾蘭陸軍
- 以色列
  - 以色列國防軍
- 日本
  - 陸上自衛隊（在射擊比賽中使用）
- 科索沃
- 利比亞
  - 利比亞國民解放軍
- 马来西亚
  - 特種部隊單位
- 新西兰
  - 紐西蘭國防軍
- 挪威
  - 挪威國防軍
- 中華民國
  - 中華民國陸軍
- 沙烏地阿拉伯
  - 沙特阿拉伯皇家軍隊
- 南非
  - 南非國防軍
  - 南非警察特別行動部隊
- - 大韓民國國軍
- 西班牙
  - 西班牙陸軍：用作HK MG4的制式瞄準具。
- 瑞士
  - 特警單位
- 突尼西亞
  - 突尼斯軍隊
- 土耳其
  - 土耳其军队
- 乌克兰
  - 烏克蘭軍隊
- 阿联酋
  - 阿联酋军队
- 英国
  - 英國陸軍
  - 皇家海軍陸戰隊（參見下文）[23]
  - 英國特種部隊
- 美国
  - 美国武装部队（參見下文）
  - 各地方層級執法機關

### 美國軍方使用
美国陆军和海军陆战队兩個武装力量都分別為其M4卡賓槍和M16A4步槍購入TA31RCO，部分也用於M249班用自動武器以上。為一具4倍放大倍率以及32毫米光学出射瞳（4×32），並且裝上專用設計的彈道補償標線、光纖和氚光照明系統的光學瞄準鏡。在美国陆军服役的將其使用的型號TA31RCO-M150CP命名為M150 RCO（RCO，意為：步槍戰鬥光學瞄準鏡），而在美国海军陆战队服役的則將其使用的型號TA31RCO-A4CP、TA31RCO-M4CP分別命名為AN/PVQ-31A/B RCO。在2008年12月開始，美國陸軍的M150才分類，雖然美國陸軍在之前一直在使用其它的型號。在2005年10月的評估完成以後，美国海军陆战队計劃擁有115,000套ACOG存貨，讓在海軍陸戰隊以內的每一枝步槍和每一枝卡賓槍的存貨都可以配備一個可使用的ACOG。而根據彭德爾頓的新聞報導，表示ACOG將會在美国海军陆战队的“最”前線部隊內發配。在海軍陸戰隊決定以M27取代現有的M16A4和M4後，後續交付的TA31RCO-M855採用了與SU-258/PVQ SDO類似的馬蹄形瞄準分劃，被另外命名為M7 RCO。
TA01NSN，一款只配備氚夜間照明和後備機械瞄具的4×32毫米瞄準鏡，則是特种作战司令部的M4A1卡賓槍改進型（SOPMOD）套件的一部分。使用它的特種部隊成員可以按照個人喜好和任務要求以配置他們的武器，包括將其裝上槍上。
TA01 ECOS（ECOS，意為：增強戰鬥光學瞄具）被作為SOPMOD 1型階段性改進套件的一部分採用，替代原有TA01NSN的改進型號，表面處理有別於舊的ACOG第一次採用了Cerakote塗料，並更換了使用具有3.25角分紅點的RM01 RMR反射式內紅點瞄具搭配備用機械瞄具的組合，使用了American Defense MFG的AD-B3快拆座。被命名為SU-237/PVS。
TA31 ECOS被作為SOPMOD 2型的一部分採用，改良自原本的TA31RCO，採用了類似於TA01 ECOS的改進，但改為更換使用Docter RDS反射式內紅點瞄具，並且使用了A.R.M.S.的快拆座。和TA01 ECOS同樣被命名為SU-237/PVS。
TA648MDO（MDO，意為：機槍日間瞄準鏡），被美国海軍陸戰隊選為M240通用機槍的標準瞄準鏡，正式編號為SU-260/P。這是一具6×48毫米瞄準鏡，具有光纖和氚光照明，使用LT644MDO-A鏡座，並且搭配使用LaRue Tactical RMR MDO鏡座安裝在其頂部導軌的RM05 RMR雙光源紅點鏡所組成的光學瞄準組合。
TA11SDO-CP（SDO，意為：班用自動武器日間瞄準鏡）：2009年，美国海軍陸戰隊向Trijicon公司採購，用作M249班用自動武器（爾後也用於HK M27步兵自動步槍）的標準瞄準鏡，正式編號為SU-258/PVQ。這是一具3.5×35毫米瞄準鏡，具有光纖和氚光照明，使用LaRue Tactical快拆鏡座，搭配裝在其頂部的RM05 RMR雙光源紅點鏡所組成的光學瞄準組合。
另外，亦有其他型號的Trijicon ACOG可以發現，應該是個別部隊的士兵自行購入。

### 英國軍方使用
TA648-RMR-UKS被英國軍隊用作L129A1精確射手步槍上的標準瞄準鏡。
TA31F用於英國軍隊的L85突擊步槍以上。

## 爭議
Trijicon被揭發將聖經經文的號碼用作某些型號的瞄准镜上（包括ACOG瞄準鏡）的生產序列號而備受批評。從2009年年底開始，Trijicon不會再向美軍交付有聖經經文的號碼的瞄準鏡。

## 流行文化

### 电影
- 1991年—：安裝在莎拉·康納使用的Model 653（改裝為XM177E2）以上。
- 2001年—：安裝於美國陸軍三角洲部隊的柯爾特733型以上。
- 2003年—：安裝在M4A1以上。
- 2005年—：安裝在阿爾貝·洛朗的手下的M4A1以上。
- 2007年—：型號為TA01NSN，安裝在M4A1以上。
- 2007年—《變形金剛》：安裝在美國空軍戰鬥控制技術中士羅拔·艾普斯和豪爾赫·「菲格」·菲格羅亞的M4A1以上。
- 2007年—《我是傳奇》：安裝在M4A1以上。
- 2008年—：安裝在聖朋中士的M4A1以上。
- 2008年—：安裝在游擊隊的M4A1和CQBR上。
- 2008年—：安裝在M4A1以上。
- 2009年—：安裝在M16A4和M4A1以上。
- 2010年—：安裝在M4A1以上。
- 2010年—：安裝在HK MP5A3和M4A1以上。
- 2010年—：安裝在M4A1和SIG SG 552以上。
- 2011年—：安裝在M16A4和M4A1以上。
- 2011年—：型號為TA31F和TA31RCO，安裝在M16A4、M4A1和M249 SAW以上。
- 2012年—《超級戰艦》：安裝在艾力克斯·哈波上尉（Lt. Alex Hopper）的M4A1以上。
- 2016年—：具有定制金色拋光與頂部RMR小型紅點鏡，安裝在「死亡射手」／佛洛伊德·勞頓（Deadshot／Floyd Lawton）的定制AR-15以上。
- 2017年—《異形：聖約》：片中丹妮絲布蘭森最後使用的未來才有的突擊步槍，上面亦裝有ACOG光學瞄準具。

### 电视剧
- 2002年—：2006年11月27日第5季第10話（播出順序為第107集）“來吧因為你是”（英語：Come As You Are），安裝在M16A4以上。

### 電視資訊節目
- 2009年—《究極武器（英语：Ultimate Weapons）》：安裝在M16A4以上。

### 动画
- 2012年—《槍械少女！！》：附有小型紅點鏡，安裝在M16A4以上。

### 电子游戏
- 系列：1.6版本级以前安装于SG 552卡宾枪以上，奇怪地在使用時僅會將畫面拉近。
  - 1.6版本与以前版本中，M4卡宾枪在第三人称的持枪视角中，上机匣上安装有ACOG瞄准镜，但切换为第一人称视角时，其上面并没有ACOG瞄准镜，取而代之的则是标准提把式机械瞄具。
  - 《全球攻势》版本中安装于AUGA3突击步枪与SG 556突击步枪以上，但奇怪的变为反射式瞄准镜。
- 《迅雷先鋒3：就地正法》：安裝在M4A1以上。
- 第一人称射击游戏系列：
  - 在中以「4倍步槍瞄準鏡」之姿，作為美国海军陆战队和西歐系的突擊步槍、衝鋒槍、輕機槍和狙擊步槍類武器的4倍放大倍率光學瞄準鏡而出現，使用红色「Λ」字式瞄準標線（英语：Reticle）。
  - 在中，TA31RCO以「ACOG」之姿，作為美国海军陆战队和西歐系的突擊步槍、卡賓槍、輕機槍、狙擊步槍、霰彈槍和個人防衞武器類武器的4倍放大倍率光學瞄準鏡而出現，使用红色「Λ」字式瞄準標線。
  - 在其續集中，型號為TA31RCO和TA648-308：
    - TA31RCO二度以「ACOG」之姿，作為各類武器（包括本作新增的精確射手步槍類）的4倍放大倍率光學瞄準鏡而出現，使用红色「Λ」字式瞄準標線。
    - TA648-308以「CL6x」之姿而出現，奇怪地被用作中国人民解放军系狙擊步槍的預設瞄準鏡並於鏡身左側印有「国家财产」的字樣。

  - 在中，型號為TA31RCO和TA648-308：
    - TA31RCO三度以「ACOG」之姿，作為各類主要武器（包括本作新增的重型步槍類）的4倍放大倍率光學瞄準鏡而出現，使用红色「O」字式瞄準標線。
    - TA648-308以「TA 648」之姿而出現，被用作執法機關和罪犯雙方專業人士（Professional）的6倍放大倍率光學瞄準鏡，使用红色點圈式瞄準標線。
- 在《2010》中，TA11MGO可安裝在個人防衞武器、卡賓槍、突擊步槍、輕機槍、戰鬥步槍（M21）、狙擊步槍（Mk 14 EBR）類武器以上。
  - 在中，TA31-CH和TA11H-308可被用作瞄準鏡。
- 在《真实计划》系列中，型號為TA31F和TA31RCO，安裝在英軍L85A2、美軍M16A4（美國海軍陸戰隊）、M4（美國陸軍）、M4A1（美國陸軍）、M249 SAW（美國陸軍及海軍陸戰隊）、M240G（美國海軍陸戰隊）、Mk 153 Mod 0 SMAW（美國海軍陸戰隊）、以色列國防軍STAR-21、Negev以上。
- 在系列中，自第四作《現代戰爭》開始，各型號的ACOG先後於設定在現代至未來的作品中現身（除了設定還在二戰的外），奇怪地於《現代戰爭2》和《現代戰爭3》中會被电磁脉冲所癱瘓（即使型號並非電池供電型）以及於《黑色行動》和《黑色行動II》（過去篇）中會時代錯誤的出現在1960年代和1980年代。
- 在中，型號為TA01，安裝在M16A4 ACOG型、M16A4 ACOG GL型、M4 ACOG型和M4A1 ACOG型以上。
  - 在其續集中，型號為TA01NSN和TA31，TA01NSN安裝在M4A1以上，TA31則是M16A4。
- 在《美國陸軍》系列中，自第三作開始，型號為M150，安裝在M16A4 DMR型和Obran MSP型以上。
- 在中，型號為TA31F，安裝在M16A4、M4A1、Mk 17 Mod 0的Marksman型以上。
- 在中，安裝在「梅特勒M-30」（叢林迷彩合成槍托型儒格Mini-14 GB）以上。
- 在《战争前线》中：型号为TA01-NSN，作为步枪手高倍瞄准镜所出现，命名为“Trijicon ACOG”，专家等级解锁配件，拥有3倍变焦功能。可安装在所有专家级别、K点以及抽奖所获得的步枪与机枪以及AK-103基础版以上。
  - 在很久之前，此配件只能装备在步枪上，并且为普通等级解锁，而在配件改革后成为步枪手的通用瞄具，但也改为了专家级别解锁，也正因为这样的影响，除AK-103基础版外的普通与高级解锁的步枪将不能再安装此配件。
- 在《AVA Online》中，安裝在AK107/bis、AK12及其衍生版本、AK200、AK74M、AUG-A3、F2000及其衍生版本、HK416、L85A2、M14 DMR/EBR/秋月狼嘷、M4A1 Origin、RX4-Storm、Robinson XCR、SA58 Para/Connon/台灣英熊/舞者。
- 在中，部分槍枝可裝上ACOG光學瞄具，倍率統一為2.5放大倍率。
- 在《絕地求生》中被命名為4倍鏡，可自由安裝在M416（HK416）、M16A4、AKM、Groza、AUGA3、M249、SCAR-L、HK UMP45、Vector、儒格Mini-14、FN FAL、Mk 14增強型戰鬥步槍、M24、毛瑟Kar98k、AWM、十字弩、SKS以上。
- 在《战术小队》中，ACOG是美国陆军和美国海军陆战队阵营的标准配置光学瞄准镜之一。
  - 美国陆军阵营的小队队长装备栏中，第三种即为装备了M150 ACOG瞄准镜，垂直握把，PEQ15镭射指示器的M4A1。
  - 美国海军陆战队阵营的小队队长装备栏中，第三种是装备了M150 ACOG瞄准镜，垂直握把，PEQ15镭射指示器的M16A4。
  - 美国陆军阵营的医疗兵兵种装备第二栏，步枪兵装备第三栏，轻型反坦克兵装备第二栏中，装备的是加装了M150 ACOG瞄准镜，PEQ-15镭射指示器的标准M4。
  - 美国海军陆战队阵营的医疗兵兵种装备第二栏，步枪兵装备第三栏，轻型反坦克兵装备第二栏中，装备的是加装了M150 ACOG瞄准镜，PEQ-15镭射指示器的M16A4。
  - 另外，美国海军陆战队阵营兵种选择界面中，第二栏和第三栏的自动步枪手，使用的分别是加装了TA11SDO ACOG的HK M27和M249。
  - 最后，美国海军陆战队阵营兵种选择界面中，第四栏的通用机枪手，使用的是加装了TA648-308 ACOG的M240。
  - 补充说明：在后续更新的某一版本中，英国陆军阵营的战斗工兵，其使用的L85A2步枪的瞄具，由SUSAT瞄具变为了TA31-ACOG瞄准镜。

## 圖集

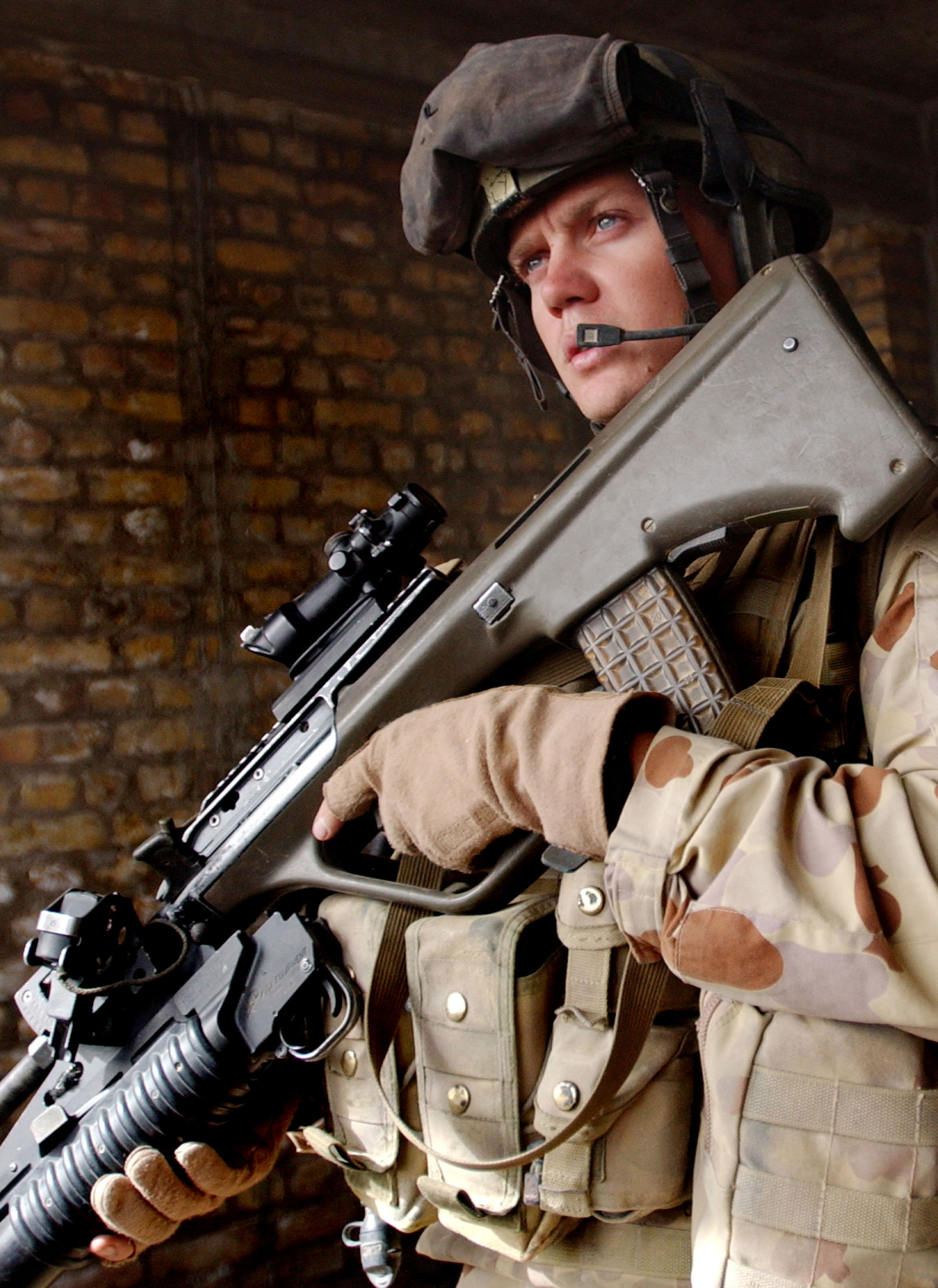
裝在斯泰爾AUG突擊步槍上的ACOG
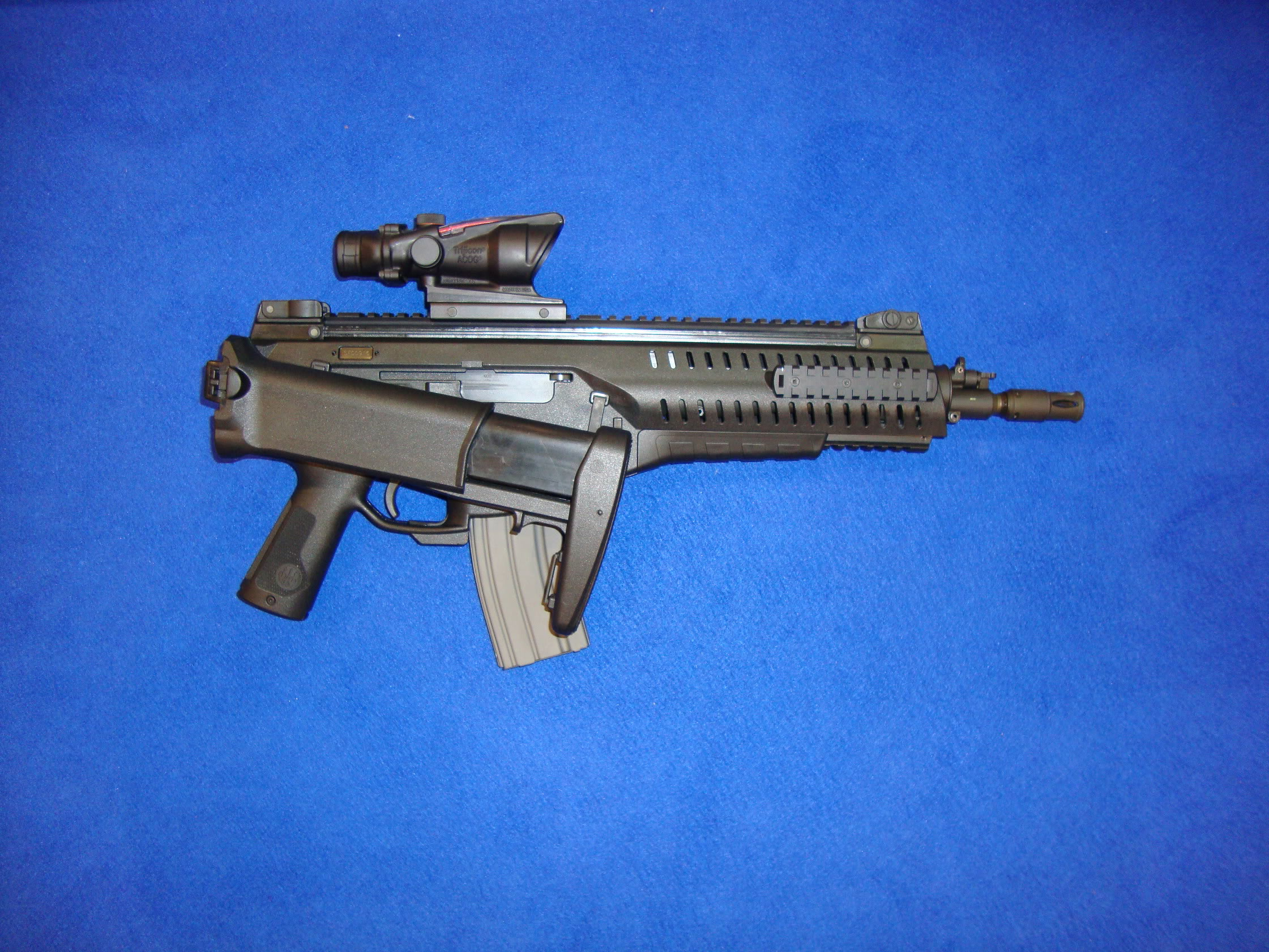
裝在貝瑞塔ARX-160突擊步槍上的ACOG
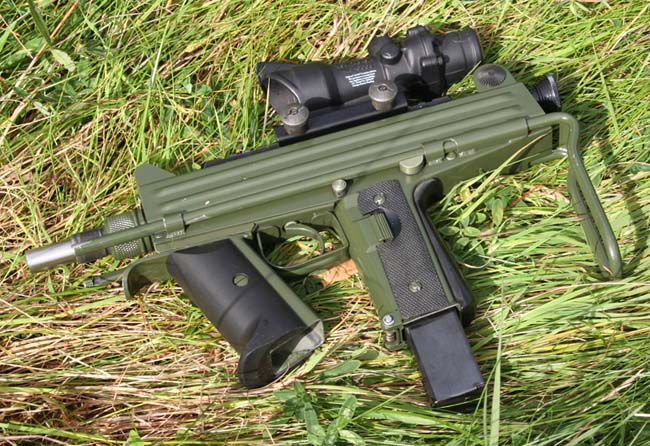
裝在紳寶波佛斯動力CBJ-MS衝鋒槍上的ACOG
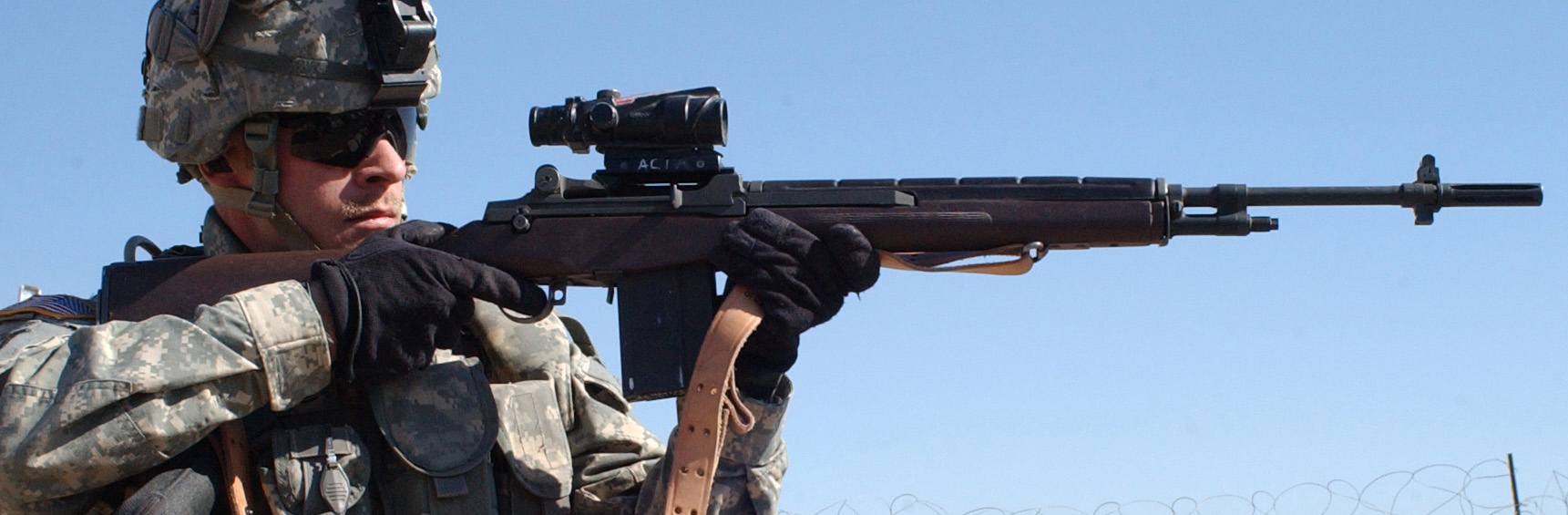
裝在M14戰鬥步槍上的ACOG
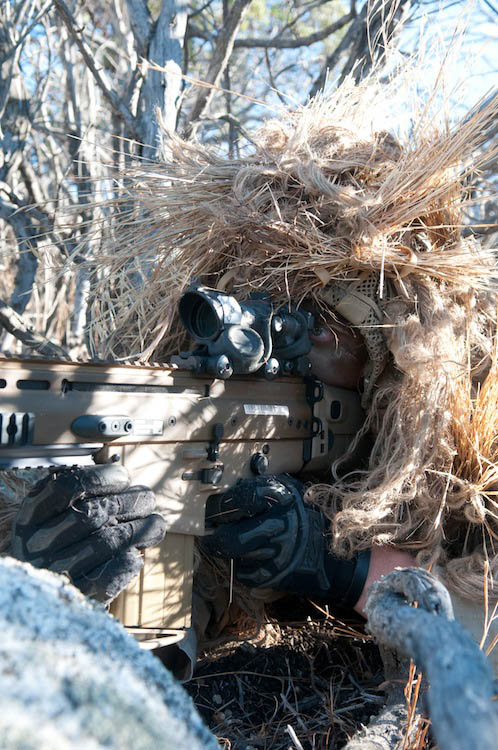
裝在FN SCAR-H戰鬥步槍上的ACOG
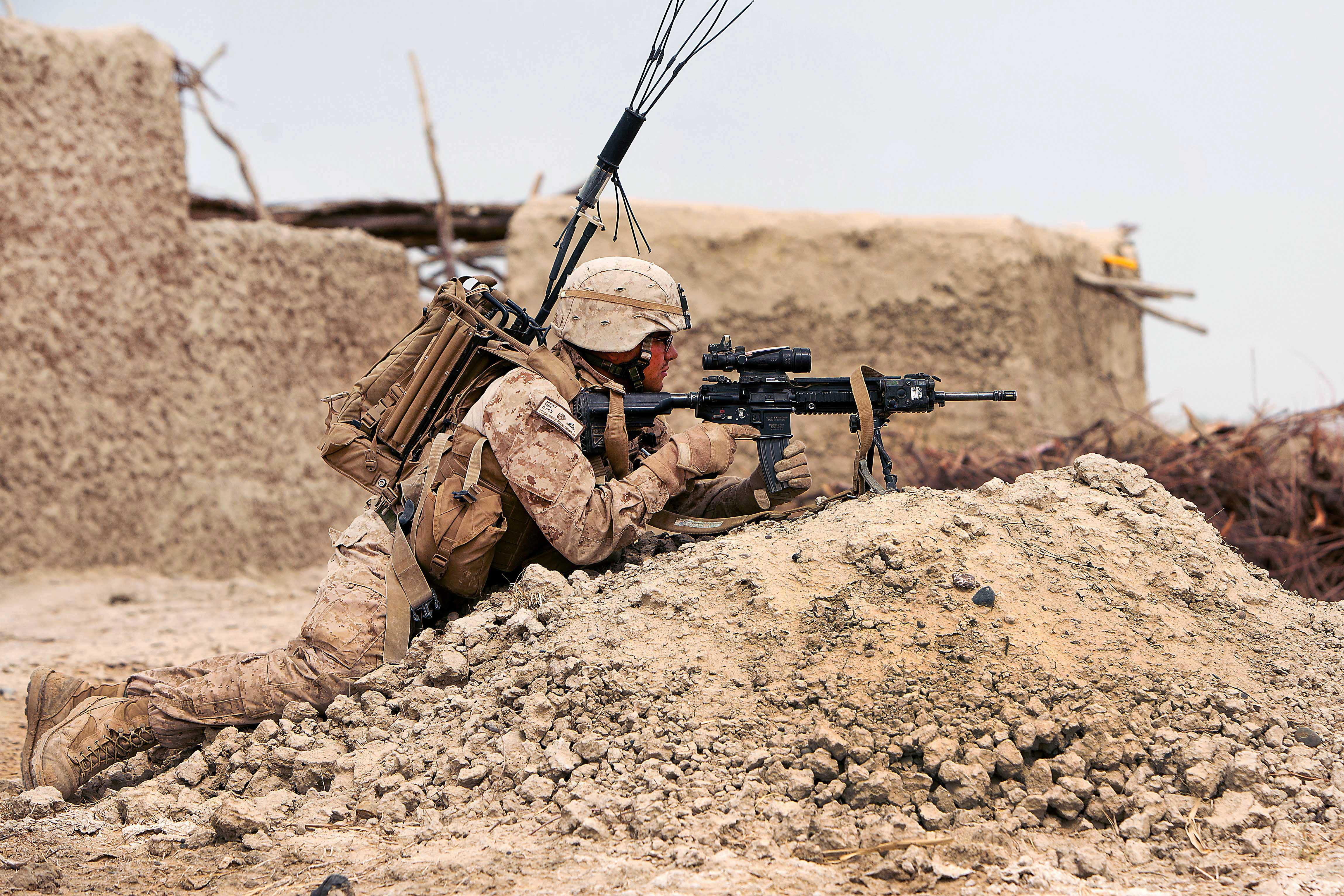
裝在HK M27步兵自動步槍上的ACOG（頂部加裝RMR小型紅點鏡）
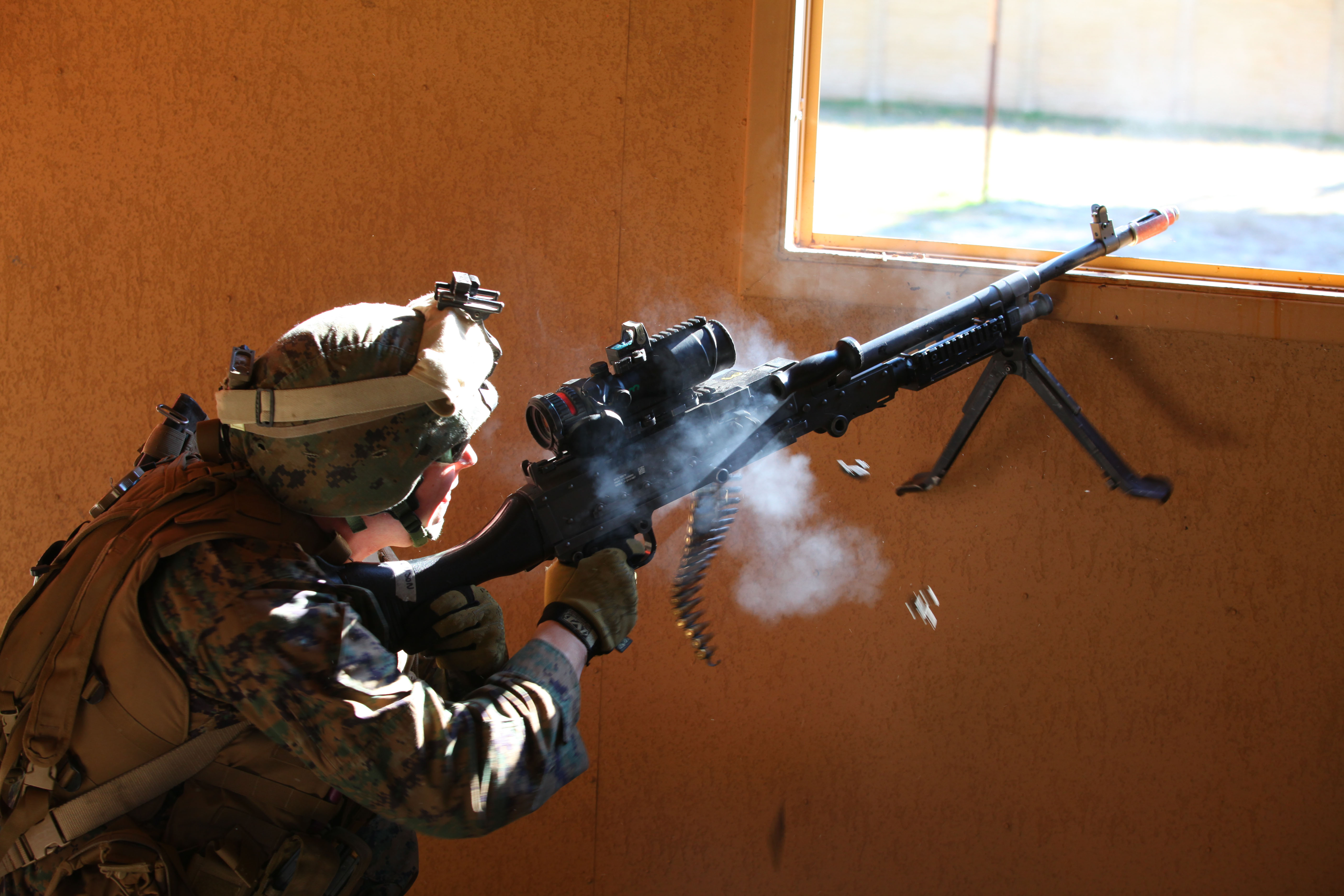
裝在M240通用機槍上的ACOG機槍型（頂部加裝RMR小型紅點鏡）

## 資料來源
1. ↑  .   [2011-02-11]. （原始内容存档于2011-02-04）.
2. 1 2  .   [2011-10-29]. （原始内容存档于2011-10-31）.
3. ↑  氚的半衰期為12.5年。
4. ↑  .   [2012-01-25]. （原始内容存档于2012-04-26）.
5. ↑  .   [2011-01-23]. （原始内容存档于2011-03-01）.
6. ↑  .   [2011-01-23]. （原始内容存档于2011-09-13）.
7. ↑  . Trijicon.com.   [2010-05-23]. （原始内容存档于2010-06-08）.
8. ↑  .   [2011-01-23]. （原始内容存档于2011-09-13）.
9. ↑  .   [2011-01-23]. （原始内容存档于2014-12-13）.
10. ↑  .   [2011-01-23]. （原始内容存档于2011-07-26）.
11. ↑  .   [2011-01-23]. （原始内容存档于2014-02-22）.
12. ↑  .   [2011-01-23]. （原始内容存档于2011-09-13）.
13. ↑  .   [2011-01-23]. （原始内容存档于2011-09-13）.
14. ↑  .   [2011-01-23]. （原始内容存档于2011-09-13）.
15. ↑  .   [2011-01-23]. （原始内容存档于2011-09-13）.
16. ↑  .   [2011-01-23]. （原始内容存档于2011-09-13）.
17. ↑  .   [2009-09-04]. （原始内容存档于2011-07-20）.
18. ↑  . Trijicon.com. 2013-01-15  [2013-04-30]. （原始内容存档于2013-05-10）.
19. ↑  .   [2013-04-30]. （原始内容存档于2013-05-08）.
20. ↑  . Trijicon.com. 2013-01-15  [2013-04-30]. （原始内容存档于2013-05-10）.
21. ↑  .   [2013-04-30]. （原始内容存档于2014-03-26）.
22. ↑  Jane's international defense review: IDR., Volume 34, Issues 1-6
23. ↑   (PDF). Ministry of Defence.   [2008-03-16]. （原始内容 (PDF)存档于2008-10-01）. This technology is here now! So if you see strange looking SA80s being carried by strange looking men, then rest assured, those users that had the requirement, had the make-over, at a price.
24. ↑  .   [2012-01-25]. （原始内容存档于2012-01-20）.
25. ↑  . Trijicon.com.   [2010-05-23]. （原始内容存档于2010-05-21）.
26. ↑  . Pica.army.mil.   [2010-05-23]. （原始内容存档于2010-04-01）.
27. 1 2  . Quantico.usmc.mil. 2005-10-27  [2010-05-23]. （原始内容存档于2011-07-25）.
28. ↑  .   [2009-09-04]. （原始内容存档于2011-06-29）.
29. ↑  .   [2019-06-20]. （原始内容存档于2019-07-02）.
30. ↑  .   [2019-06-20]. （原始内容存档于2019-07-01）.
31. ↑  . 2010-01-18.[]

## 外部連結
- （英文）—Trijicon—ACOG
- （英文）—Oberland Arms—ACOG（页面存档备份，存于）
- （英文）—Article on the Trijicon ACOG（页面存档备份，存于）
- （英文）—The Firearm Blog—
  - Trijicon 4×32 Battery ACOG（页面存档备份，存于）
  - Trijicon ACOG with 300 Blackout Reticle（页面存档备份，存于）
  - Nickel Boron Plating for ACOG and RMR Optics（页面存档备份，存于）
  - Trijicon ACOGs now with (X)M-193 BDC Reticles（页面存档备份，存于）
  - Trijicon ACOG Scopes with .300 AAC Blackout Reticles（页面存档备份，存于）
- （英文）—Tactical-Life.com—
  - USMC’s Trijicon ACOG Sight（页面存档备份，存于）
  - Trijicon ACOG（页面存档备份，存于）
  - TRIJICON’s ACOG 6×48 Sight（页面存档备份，存于）
  - TRIJICON’s ACOG 4×32 now available to the consumer market!（页面存档备份，存于）
  - TRIJICON’s Green Fiber Optic & New TA26S-10 ACOG（页面存档备份，存于）
  - TRIJICON’s ACOG Scope Variations（页面存档备份，存于）
  - ACOG: Life Before The Sandbox | Trijicon Combat Sights（页面存档备份，存于）
  - West Virginia State Police purchases 800 Trijicon ACOG.（页面存档备份，存于）
  - U.S. Army orders 10,000 additional Trijicon TA31RCO-M150 ACOG units.（页面存档备份，存于）
  - Trijicon ACOG® 3×30 with 300 AAC Blackout reticle（页面存档备份，存于）
  - Trijicon Expands ACOG Series with GEN2 Compact ACOG （页面存档备份，存于）
- （英文）—Gunblast.com－Trijicon TA31DOC ACOG Gunsight with Docter Optic Red Dot Sight（页面存档备份，存于）
- （简体中文）—D Boy Gun World（槍炮世界）—
  - ACOG（页面存档备份，存于）
  - AR-15/M16专辑—典型的瞄准装置（页面存档备份，存于）